# Free at Last (álbum de dc Talk)
Free at Last é o terceiro álbum de estúdio da banda dc Talk. Foi lançado em 1992.
O álbum recebeu um Grammy Award na categoria "Best Rock Gospel Album (incluindo Best Rock/Contemporary Gospel Album)" em 1993.

## Faixas
1. "Luv Is A Verb" – 4:15
2. "That Kinda Girl" – 4:12
3. "Greer" – 0:21
4. "Jesus Is Just Alright" – 4:37
5. "Say The Words" – 4:59
6. "WDCT" – 0:43
7. "Socially Acceptable" – 4:57
8. "Free At Last" – 4:55
9. "Time Is…" – 4:10
10. "The Hardway" – 5:19
11. "2 Honks & A Negro" – 0:18
12. "Lean On Me" – 5:00
13. "Testimony" – 0:44
14. "I Don't Want It" – 4:14
15. "Will Power" – 0:14
16. "Word 2 The Father" – 4:02
17. "Jesus Is Just Alright" (Reprise) – 1:00